# Заяр'є (заповідне урочище)
Зая́р'є — заповідне урочище в Україні. Розташоване в межах міста Хорол Полтавської області, поруч з вул. Л. Толстого і вул. Заяр'є.
Площа 38 га. Статус надано згідно з рішенням облвиконкому № 74 від 17.04.1992 року. Перебуває у віданні ДП «Лубенський лісгосп» (Хорольське л-во, кв. 43).
Статус надано для збереження невеликого лісового масиву, розташованого вздовж каскаду мальовничих ставків.

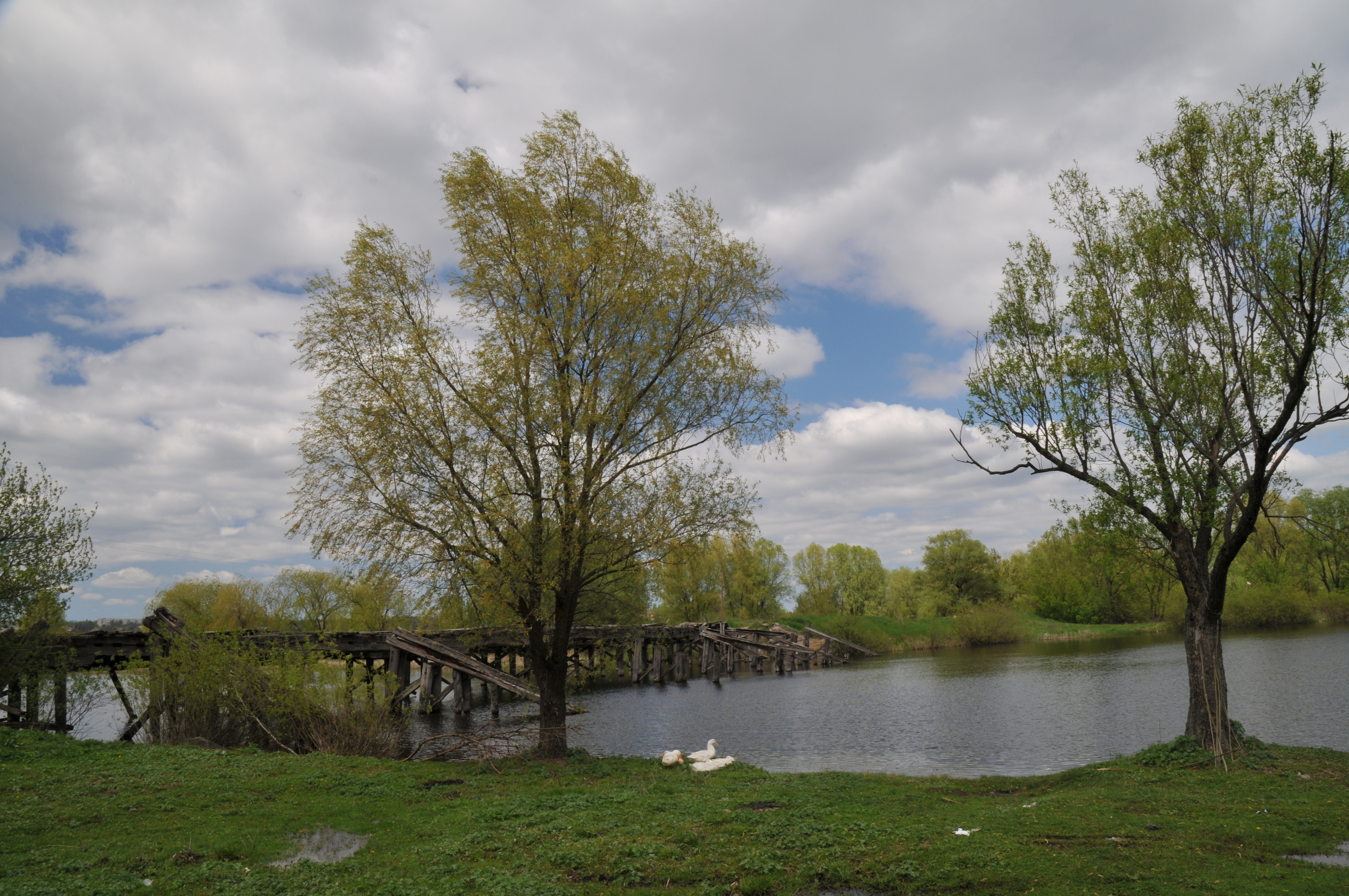
Біля містка